# Borowa (obwód charkowski)
Borowa – osiedle typu miejskiego w obwodzie charkowskim Ukrainy, siedziba władz rejonu borowskiego.
Leży nad rzeką Oskił, pierwsza wzmianka o miejscowości pochodzi z 1773.
W 1989 liczyła 7396 mieszkańców.
W 2013 liczyła 5740 mieszkańców.